# 錦町
錦町（日语：／ Nishiki machi */?）是位于日本熊本縣南部的一個行政區劃，屬球磨郡。

## 歷史
錦町在舊藩時代屬於人吉藩，廢藩置縣後屬於人吉縣。1873年西村和一武村屬於第14大區第5小區、木上村屬於第6小區，三村並於1884年8月設置聯合役場，直到1889年4月實施町村制為止。

### 年表
- 1889年4月1日：實施町村制，現在的轄區在當時分屬球磨郡西村、一武村、木上村。
- 1955年7月1日：西村、一武村、木上村合併為錦村。
- 1965年4月1日：改制為錦町。

### 變遷表
| 1889年以前 | 1889年4月1日 | 1889年 - 1944年 | 1889年 - 1944年 | 1945年 - 1954年 | 1955年 - 1964年   | 1965年 - 1988年   | 1989年 - 現在     | 現在              |
| ---------- | ------------ | --------------- | --------------- | --------------- | ----------------- | ----------------- | ----------------- | ----------------- |
|            | 西村         | 西村            | 西村            | 西村            | 1955年7月1日 錦村 | 1965年4月1日 錦町 | 1965年4月1日 錦町 | 1965年4月1日 錦町 |
|            | 一武村       |                 |                 |                 | 1955年7月1日 錦村 | 1965年4月1日 錦町 | 1965年4月1日 錦町 | 1965年4月1日 錦町 |
|            | 木上村       |                 |                 |                 | 1955年7月1日 錦村 | 1965年4月1日 錦町 | 1965年4月1日 錦町 | 1965年4月1日 錦町 |

## 交通

### 鐵路
- 球磨川鐵道
  - 湯前線：肥後西村車站 - 一武車站 - 木上車站

|  |  |
|  |  |

## 觀光景點
- 丸目藏人佐之墓

## 教育

### 高等學校
- 熊本縣立球磨商業高等學校

## 姊妹、友好都市

### 日本
- 錦町（山口縣玖珂郡）：於1985年4月1日締結為姊妹都市，但已於2006年3月20日合併為岩國市。

## 外部連結
- （日語） 錦町觀光協會